# Per Wallin (ishockeyspelare)
Per Wallin, född 9 november 1968, är en svensk tidigare ishockeyspelare.
Han spelade i Modo Hockey till säsongen 1991/92, i Rögle BK från säsongen 1992/93 till 1995/96, i finska KalPa respektive Kiekko-Espoo under 1996/97 och i tyska Weisswasser 1997/98 till 1998/99.